# Archer Daniels Midland
Archer Daniels Midland (ADM) este o companie americană fondată în anul 1902 de către John W. Daniels sub numele de Daniels Linseed Company.
Domeniile de activitate ale companiei sunt sectoarele agricol, alimentar și industrial.
Compania are sediul la Decatur, Illinois și are peste 240 de facilități de producție în 60 de țări din întreaga lume.
Activitățile companiei:
- cel mai mare producător de etanol din Statele Unite ale Americii și unul dintre cei mai mari producători de biodiesel din Europa
- cel mai mare procesator de porumb din lume
- compania procesează aproximativ 15% din producția mondială de cacao
- unul dintre cei mai mari procesatori de grâu
- compania dispune de una dintre cele mai mari rețele de transport și logistică din lume

Număr de angajați în 2007: 27.000
Rezultate financiare (miliarde dolari):
| An               | 2010 | 2007 | 2006 |
| ---------------- | ---- | ---- | ---- |
| Cifra de afaceri | 61,6 | 44   | 36,5 |
| Venit net        | -    | 2,1  | 1,3  |